# Rochelia cancellata
Rochelia cancellata är en strävbladig växtart som beskrevs av Pierre Edmond Boissier och Bal. Rochelia cancellata ingår i släktet Rochelia och familjen strävbladiga växter. Inga underarter finns listade i Catalogue of Life.